# 5-та армія (Німецька імперія)
Не варто плутати з 5-ю німецькою армією часів Другої світової війни
5-та а́рмія  (нім. 5. Armee) — армія Імперської армії Німеччини за часів Першої світової війни.

## Історія
5-та армія (нім. 5. Armee) була сформована 2 серпня 1914 року.

## Командування

### Командувачі
- генерал-майор, з 27 січня 1915 генерал-лейтенант Вільгельм, крон-принц Німеччини (нім. Wilhelm, Deutscher Kronprinz) (2 серпня 1914 — 30 листопада 1916);
- генерал від інфантерії Евальд фон Лохов (нім. Ewald von Lochow) (30 листопада — 17 грудня 1916);
- генерал артилерії Макс фон Гальвіц (нім. Max von Gallwitz) (17 грудня 1916 — 22 вересня 1918);
- генерал кінноти Георг фон дер Марвиц (нім. Georg von der Marwitz) (22 вересня 1918 — 30 січня 1919).